# Zygodon stenocarpus
Zygodon stenocarpus är en bladmossart som beskrevs av Thomas Taylor 1847. Zygodon stenocarpus ingår i släktet ärgmossor, och familjen Orthotrichaceae. Inga underarter finns listade i Catalogue of Life.